# دقيقة القوس وثانيته
دقيقة قوسية  (بالإنجليزية: minute of arc ،arcminute (arcmin)،arc minute، أو minute arc) هي وحدة لقياس الزاوية تساوي 160 من الدرجة.
وحيث أن الدرجة الواحدة هي 1360 من الدورة،
فتكون الدقيقة القوسية الواحدة تساوي 121600 من دورة،
أو بوحدة الراديان π10800 .
- و الثانية القوسية (بالإنجليزية: second of arc, arcsecond (arcsec), or arc second) هي 160 من الدقيقة القوسية،

أو تساوي 13600 من الدرجة،
أو تساوي1296000 من الدورة،
أو تساوي π648000 (حوالي 1206265) بالراديان.
هذه الوحدات نشأت في علم الفلك البابلي كتقسيمات بالنظام العد الستيني للدرجة؛ فهي تستخدم في المجالات التي تنطوي على زوايا صغيرة جدا، مثل علم الفلك، البصريات، طب العيون، البصريات، الملاحة، مسح الأراضي والرماية.
يمكن للتعبير عن الزوايا الصغرى استعمال سوابق النظام الدولي للوحدات القياسية، على سبيل المثال: (مللي قوس الثانية) (mas) (ميكرو قوس الثانية) (µas) فهي وحدات شائعة الاستخدام في علم الفلك.
عدد مربعات دقائق الأقواس في كرة كاملة هو:{\displaystyle 4\pi \left({\frac {10\,800}{\pi }}\right)^{2}={\frac {466\,560\,000}{\pi }}\approx 148510660} مربع (المساحة السطحية لوحدة الكرة في وحدات مربعة مقسومة على مساحة الزاوية الصلبة التي تم تحديدها بواسطة قوس الدقيقة مربعة، أيضًا، بوحدات مربعة - بحيث تكون النتيجة النهائية هي رقم بدون بُعد).
لا علاقة لأسماء «دقيقة» و «ثانية» بوحدات الوقت المسماة «دقيقة» أو «ثانية». تعكس الأسماء المتطابقة نظام الأرقام البابلي القديم، استنادًا إلى الرقم 60.{\displaystyle }

## الثانية القوسية
تستخدم الثانية القوسية لقياس الأبعاد الفلكية البعيدة، حيث تعطي المسافة بين نجمين بعيدين عنا. وتبلغ الثانية القوسية 1 على 60 من الدقيقة القوسية.

## مللي ثانية قوسية
يستطيع التلسكوب العظيم الموجود على جبل البارانال في شيلي في أمريكا الجنوبية رؤية مسافة 1 مللي ثانية قوسية، (أي مسافة 1/1000 ثانية قوسية). وهذا معناه أن دقة التلسكوب العظيم تستطيع رؤية مصباحي سيارة واقفة على القمر.

## رموز ومختصرات
الرمز المعياري الذي يستخدم للإشارة إلي دقيقة القوس هو الرمز (') (U+2032)، على الرغم من علامة اقتباس مفردة (') (U+0027) تستخدم عادة حيث رموز ASCII مسموح بها. دقيقة قوس واحدة تكتب 1'. كما تختصر لعلامة اقتباس واحدة مع مدة معقوفة فوقها ().{\displaystyle }الرمز المعياري الذي يستخدم للإشارة إلي ثانية القوس هو (") (U+2033)، على الرغم من الاقتباس المزدوجة (") (U+0022) يستخدم عادة حيث رموز ASCII مسموح بها. ثانية قوس واحدة تكتب 1".
| وحدة              | القيمة                                        | رمز           | الاختصارات                                        | بالراديان، تقريبي. |
| ----------------- | --------------------------------------------- | ------------- | ------------------------------------------------- | ------------------ |
| الدرجة            | 1360 دورة                                     | °(درجة)       | deg                                               | 17.4532925         |
| قوس الدقيقة       | 160 درجة                                      | ' ()          | arcmin, amin, am, {\displaystyle {\hat {'}}}, MOA | 290.8882087        |
| قوس الثانية       | 160 قوس الدقيقة = 13600 درجة                  | " (' المزدوج) | arcsec، asec، as                                  | 4.8481368          |
| مللي ثانية قوسية  | 0.001 ثانية قوسية= 13600000 درجة              | لا يوجد       | mas                                               | 4.8481368          |
| ميكرو ثانية قوسية | 0.001 مللي ثانية قوسية = 0.000001 ثانية قوسية | لا يوجد       | μas                                               | 4.8481368          |

في الملاحة الفلكية، ثواني الأقواس نادرا ما تستخدم في العمليات الحسابية، وعادة تفضل الدرجات والدقائق والأجزاء العشرية من الدقيقة، على سبيل المثال، تكتب هكذا 42° 25.32' أو 42° 25.322'. هذا التدوين تم ترحيله إلى أجهزة الاستقبال فينظام التموضع العالمي (GPS) البحري التي عادة تعرض خطوط الطول والعرض بنفس الشكل السابق بشكل افتراضي.

## أمثلة شائعة
- يبلغ متوسط حجم البدر الظاهر حوالي 31 دقيقة قوسية (أو 0.52 درجة).
- الثانية القوسية تقريبا هي الزاوية التي تضم عملة دايم الامريكية (18 ملم) على مسافة 4 كيلومتر (2.5 ميل).[7]
- الدقيقة القوسية هي تقريبا حدة البصر البشرية.
- الثانية القوسية أيضا هي زاوية التي تضم:
  - كائن قطره 725.27 على مسافة وحدة فلكية واحدة،
  - كائن قطره 45866916 في سنة ضوئية واحدة،
  - جسم قطره وحدة فلكية واحدة (149597871) على مسافة فرسخ فلكي واحد، بحكم التعريف.
- مليارثانية قوس هو تقريبا حجم دايم على قمة برج إيفل إذا نُظر له من مدينة نيويورك.
- ميكروثانية قوس هو تقريبا حجم نقطة في نهاية جملة في دليل بعثة أبولو ترك على سطح القمر إذا نظر له من الأرض.

## استخدامات

### علم الفلك

مقارنة القطر الزاوي للشمس والقمر والكواكب ومحطة الفضاء الدولية. للحصول على التمثيل الحقيقي الأحجام، اعرض الصورة على مسافة 103 مرات عرض دائرة القمر(الأقصي). على سبيل المثال، إذا كانعرض هذه الدائرة 10 سم على الشاشة، اعرضها من مسافة 10.3 متر.

منذ العصور القديمة دقيقة القوس وثانية القوس استخدموا في علم الفلك. في نظام إحداثيات المسار خط العرض (β) خط الطول (λ)؛ في نظام إحداثيات الأفق الارتفاع (Alt) والسمت (Az)؛ في نظام الإحداثيات الاستوائية، الانحراف (δ). كلهم يقاسوا بالدرجات ودقائق الاقواس وثواني الأقواس. الاستثناء الرئيسي هو صعود اليمين (RA) في نظام الإحداثيات الاستوائية، الذي يتم قياسه بوحدات الوقت: الساعات والدقائق والثواني.
ثانية القوس كثيرا ما تستخدم لوصف زوايا فلكية صغيرة مثل الأقطار الزاوية للكواكب (مثل القطر الزاوي للزهرة الذي يتراوح ما بين 10" 60")، الحركة السليمة للنجوم، فصل مكونات نظم النجوم الثنائية، والمنظر، التغير الطفيف لموضع النجم علي مدار عام أو أي نظام شمسي كلما دارت الأرض. هذه الزوايا الصغيرة قد تكون مكتوبة بمليارثانية قوس (milliarcseconds) ماس (mas) أو الألف من ثانية القوس. وحدة المسافة - بارسيك parsec سمي من parallax واحدة من ثانية قوس arcsecond - تم تطويرها هذا لقياسات التزيح. الفرسخ هو المسافة التي متوسط نصف قطر مدار الأرض يضم زاوية ثانية قوس واحدة.
مسبار وكالة الفضاء الأوروبية الفلكي غايا يأمل تمكنه من قياس مواقع النجوم إلى
(microarcseconds) (20 µas) عندما يبدأ إنتاج بيان المواقع في وقت ما بعد عام 2016. هناك حوالي 1.3 تريليون µas في الدورة. حاليا أفضل بيان لمواقع النجوم تم قياسها في الحقيقة يوجد بوحدات مليارثانية قوس (milliarcseconds)، من قبل مرصد البحرية الأمريكية.[بحاجة لمصدر]
بعيدا عن الشمس، النجم ذو أكبر قطر زاوي من الأرض هو R Doradus نجم أحمر عملاق مع قطر 0.05 ثانية قوس. بسبب تأثيرات الغلاف الجوي علي الرؤية التلسكوبات الأرضية سوف تشوه صورة أي نجم لقطر زاوي بحوالي 0.5 ثانية قوس; في ظروف رؤية سيئة يزيد إلى 1.5 ثانية قوس أو حتى أكثر من ذلك. الكوكب القزم بلوتو قد ثبت أنه من الصعب تبينه لأن قطره الزاوي حوالي 0.1 ثانية قوس.
التلسكوبات الفضائية لا تتأثر بالغلاف الجوي للأرض ولكنها محدودة الحيود. على سبيل المثال، تلسكوب الفضاء هابل يمكن أن يصل إلى نجوم ذي حجم زاوي يصل إلى حوالي 0.1". توجد تقنيات لتحسين الرؤية على الأرض. البصريات التكيفية، على سبيل المثال، يمكن أن تنتج صور حول 0.05 ثانية قوس على تلسكوب من فئة 10 م.

### رسم الخرائط
دقيقة (') ثانية (") القوس تستخدم ايضا في رسم الخرائط والملاحة. في مستوى سطح البحر دقيقة واحدة من قوس على طول خط الاستواء أو الزوال (في الواقع، أي دائرة كبرى) يساوي تقريبا (في حدود ثلث في المئة) واحد ميل بحري 1.852 كيلومتر (1.151 ميل). ثانية قوس تمثل واحدة علي الستين من هذه الكمية تساوي حوالي 100 قدم أو ما يقرب من 30 مترا. المسافة بالضبط تختلف على طول أقواس الزوال لأن شكل الأرض مفلطح قليلا (الانتفاخات ثلث في المئة عند خط الاستواء).
المواضع تمنح تقليديا باستخدام الدرجات ودقائق الأقواس وثواني الأقواس لخط العرض - القوس شمال أو جنوب خط الاستواء - ولخط الطول - القوس شرق أو غرب خط الطول الرئيسي. أي موضع علي أو فوق مجسم قطع ناقص المرجعي للأرض (سطح الأرض) يمكن تحديدة بدقة بهذة الطريقة. ومع ذلك - بسبب الطبيعة الستنية الغير ملائمة للدقائق والثواني - في كثير من الأحيان يعبر عن المواضع عن درجات كسرية فقط، معبرا عنها في شكل عشري إلى كمية متساوية من الدقة. الدرجات معينة إلى ثلاثة أرقام عشرية (11000 درجة) تكون حوالي 14 دقة درجات-دقائق-ثانية واني (13600 درجة) وتحديد المواقع داخل حوالي 120 متر أو 400 قدم.

### مسح الممتلكات العقارية
بالنسبة للخرائط وتحديد الملكيات المسح باستخدام نظام الحصص والحدود الذي يعتمد على أجزاء من الدرجة لوصف زوايا خطوط الملكية بالنسبة إلى الاتجاهات الأصلية. الحد «ميتي»(mete) يوصف نقطة مرجعية في البداية، اتجاه الشمال الاصلي أو الجنوب تليها زاوية أقل من 90 درجة واتجاه اصاي ثاني، ومسافة خطية. الحدود تدير المسافة الخطية المحددة من نقطة البداية، اتجاه المسافة التي يتم تحديدها بتدوير الاتجاه الاصلي الأول توجه الزاوية المحددة ناحية الاتجاه الاصلي الثاني. على سبيل المثال، شمال 65° 39' 18«غرب 85.69 قدم تصف خط يمتد من نقطة البداية 85.69 القدمين في اتجاه 65° 39' 18» (أو 65.655 درجة مئوية) بعيدا عن الشمال نحو الغرب.

### الأسلحة النارية
دقيقة القوس شائعة الاستخدام في صناعة الأسلحة النارية وصناعة القوالب، وخاصة فيما يتعلق بدقة البنادق، على الرغم من أن الصناعة يشار علي أنها دقيقة الزاوية (minute of angle (MOA). إنها معروفة خاصا للرماة الذين على درايةبنظام القياس الإمبراطوري لأن 1 (MOA) موا تقابل 1.047 بوصة في 100 يارد، المسافة التقليدية في ميادين الرماية. وينطبق هذا الحساب على مسافات تتجاوز 100 يارد، على سبيل المثال، 500 ياردة = 5.235 بوصة، و 1000 ياردة = 10.47 بوصة. لأن الكثير من المناظير الحديثة قابلة للتعديل في النصف (12) والربع (14) أو الثمن (18) زيادات MOA معروفه أيضا باسم النقرات، وهذا يجعل التصفير والتعديلات أسهل بكثير. على سبيل المثال، إذا كانت نقطة الاصطدام اعلي ب 3 بوصة و 1.5 بوصة لليسار من نقطة الهدف على بعد 100 ياردة المنظار يحتاج إلى تعديل 3 MOA للأسفل، و 1.5 MOA لليمين. هذه التعديلات تكون تافهة عندما يكون قرص المنظار مطبوع عليه مقياس موا، حتى معرفة عدد النقرات من السهل نسبيا على المناظير التي نقر باجزاء من موا (MOA).
شيء واحد يجبان تكون على بينة منه أن بعض المناظير، بما في ذلك بعض النماذج ذات النهايات المرتفعة، معايرة بطريقة معينة ليكون التعديل من 1 موا يقابل بالضبط 1 بوصة بدلا من 1.047". هذا هو المعروف باسم مطلق النار موا (SMOA) أو بوصة لكل مائة ياردة (IPHY). في حين أن الفرق بين واحد صحيح موا واحد SMOA أقل من نصف بوصة وحتى في 1000 ياردة،  هذا الخطأ يظهر بشكل كبير في تصويبات المدي الطويل التي قد تحتاج إلى تعديل ما يزيد عن 20-30 موا للتعويض عن انخفاض الرصاصة. لو أن التصويب يتطلب تعديلا من 20 موا أو أكثر الفرق بين MOA الحقيقي و SMOA سوف يضيف ما يصل إلى 1 بوصة أو أكثر. في منافسة الرماية، هذا قد يعني الفرق بين الإصابة والإخفاق.
حجم المجموعة المادية يعادل م دقائق من قوس يمكن حسابه على النحو التالي:
المجموعة size = ظا (م60) × المسافة. في المثال السابق معينة، 1 دقيقة من القوس، واستبدال 3,600 بوصة على بعد 100 ياردة من 3600 ظا (160) ≈ 1.047 بوصة. في نظام الوحدات الدولي 1 موا في 100 متر ≈ 2.908 سم.
أحيانا دقة السلاح الناري تقاس بالموا (MOA). هذا يعني ببساطة أنه في ظل ظروف مثالية أي لا ريح، ذخيرة من نفس النوع، ماسورة بندقية نظيفة، ملزمة أو (benchres) تستخدم للقضاء على خطأ مطلق النار، البندقية قادرة على إنتاج مجموعة من الطلقات نقطة مركزها (المركز إلى مركز) تندرج في دائرة متوسط القطر من الدوائر في عدة مجموعات يمكن مقابلته بهذا المقدارمن القوس. على سبيل المثال، 1 بندقية موا يجب أن تكون قادرة، في ظل ظروف مثالية، من اطلاق النار بمتوسط 1 بوصة في 100 مترللمجموعات. معظمهابنادق ذات نهايات مرتفعة مضمونة من قبل الشركة المصنعة لإطلاق النار في إطار معين موا عتبة (عادة 1 موا أو أفضل) بالذخائرالمحددة ولا خطأ من مطلق النار. على سبيل المثال، ريمنجتون هو M24 سلاح قناص النظام مطلوب في إطلاق نار 0.8 موا أو أفضل، أو رفضه.
مصنعي البنادق ومجلات السلاح كثيرا ما تشير إلى هذة القدرة ب: شبه موا (sub-MOA)، وهذا يعني أنه يطلق النار تحت 1 موا. وهذا يعني أن مجموعة واحدة من 3-5 طلقات في 100 ياردة، أو متوسط من عدة مجموعات، ستكون المسافة أقل من 1 موا بين أبعد طلقتين في المجموعة، أي جميع الطلقات تقع ضمن 1 موا. إذا تم أخذ عينات أكبر (أي مزيد من الطلقات في كل مجموعة) بالتالي حجم المجموعة يزيد عادة، ولكن في نهاية المطاف سيتم التوسط. إذا كانت البندقية حقا 1 موا، سيكون من المرجح تماما أن اثنين من طلقات متتالية سيصطدموا بالضبط فوق بعضها البعض كما أنها تهبط 1 موا عن بعضها البعض. ل5 مجموعات اطلاق النار، على أساس ثقة 95٪ بندقية عادة تطلق النار 1 موا من المتوقع أن تطلق مجموعات 0.58 MOA و1.47 MOA، على الرغم من أن غالبية هذه المجموعات يكون تحت 1 MOA . وهذا يعني من الناحية العملية هو إذا كانت هناك بندقية تطلق مجموعات 1 بوصة في المتوسط في 100 ياردة تطلق مجموعة بقياس 0.7 بوصة تليها مجموعة بقياس 1.3 بوصة هذا ليس شاذا إحصائيا
نظيرموا (MOA) في النظام المتري هو مل الزاوي أو مل (mil)، يساوي واحد علي ألف من مدي الهدف، وضعت على دائرة لديها المراقب كمركز والنطاق المستهدف كنصف قطر. لذا دائما عدد ميلز على هذه الدائرة الكاملة يساوي 2 ×π × 1000، بغض النظر عن النطاق المستهدف.
وبالتالي، مل MOA = 0.2908 واحد . وهذا يعني أن الجسم الذي يمتد 1 مل على الشبيكة هو في المدي الذي هو في بالمترات يساوي حجم الجسم في ملليمتر (مثل جسم من مائة ملم @ 1 Milrad مائة متر). لذلك ليس هناك عامل تحويل مطلوب، على عكس نظام MOA. وتسمى العلامات على الشبيكة التي تميز ميلز (mil-dots). وتسمى هذا الشبيكة و (a mil-dot reticle).

### رؤية الإنسان
في البشر، 20/20 الرؤية هي القدرة على حل النمط المكاني مفصولة عنزاوية بصرية بمقدار دقيقة واحدة من القوس. حرف 20/20 يقابل 5 دقائق من كل القوس.

### المواد
.الانحراف من التوازي بين سطحين، على سبيل المثال في الهندسة البصرية، وعادة ما تقاس في دقائق قوسية أو ثوان قوسية. وبالإضافة إلى ذلك، يتم استخدام ثوان قوسية في بعض الأحيان في منحنى هزاز (ω المسح) س قياسات حيود أشعة اكس للأفلام عالية الجودة علي شرائط فوقية رقيقة.